# Cucina singalese

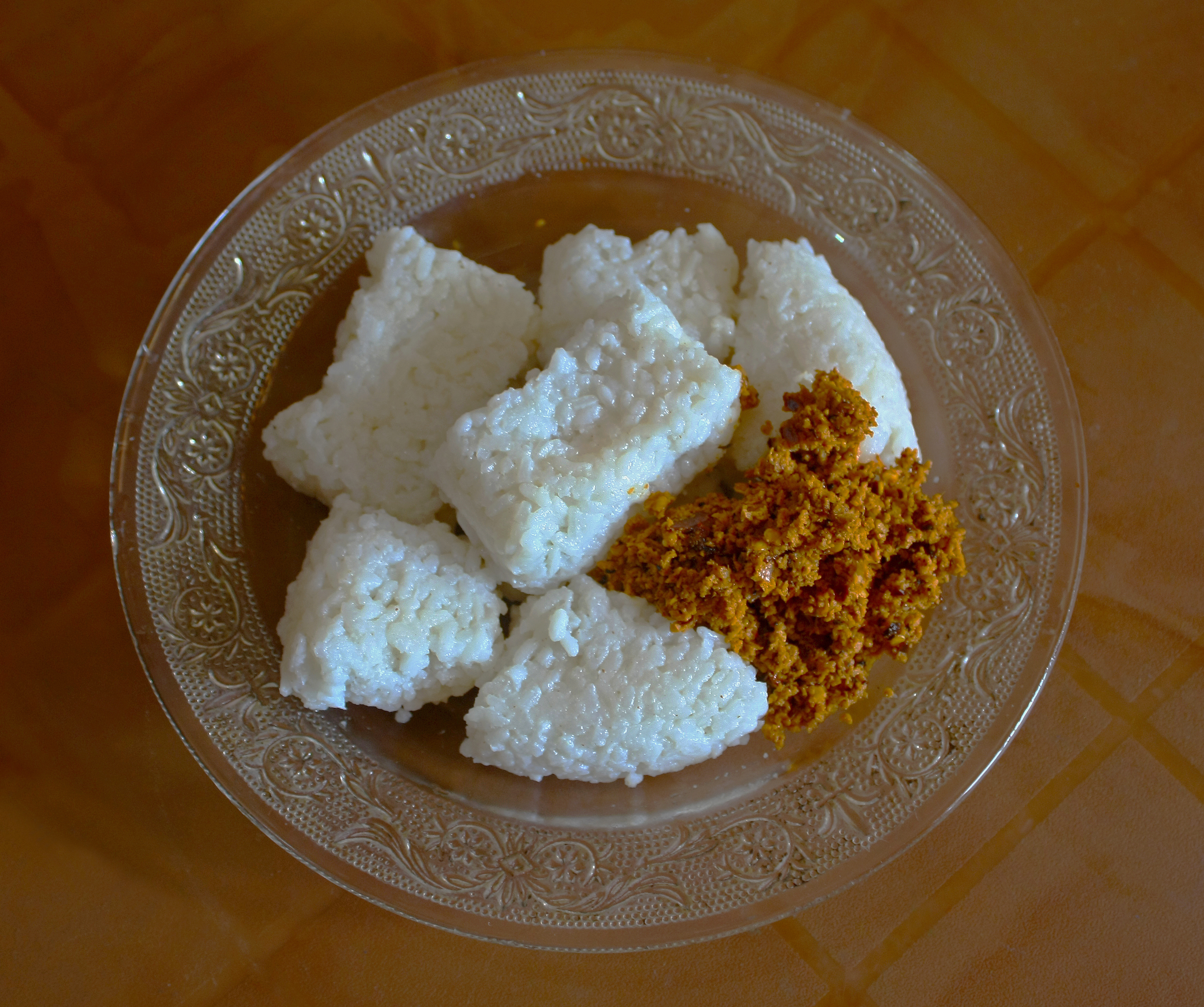
Kiribath con lunumiris

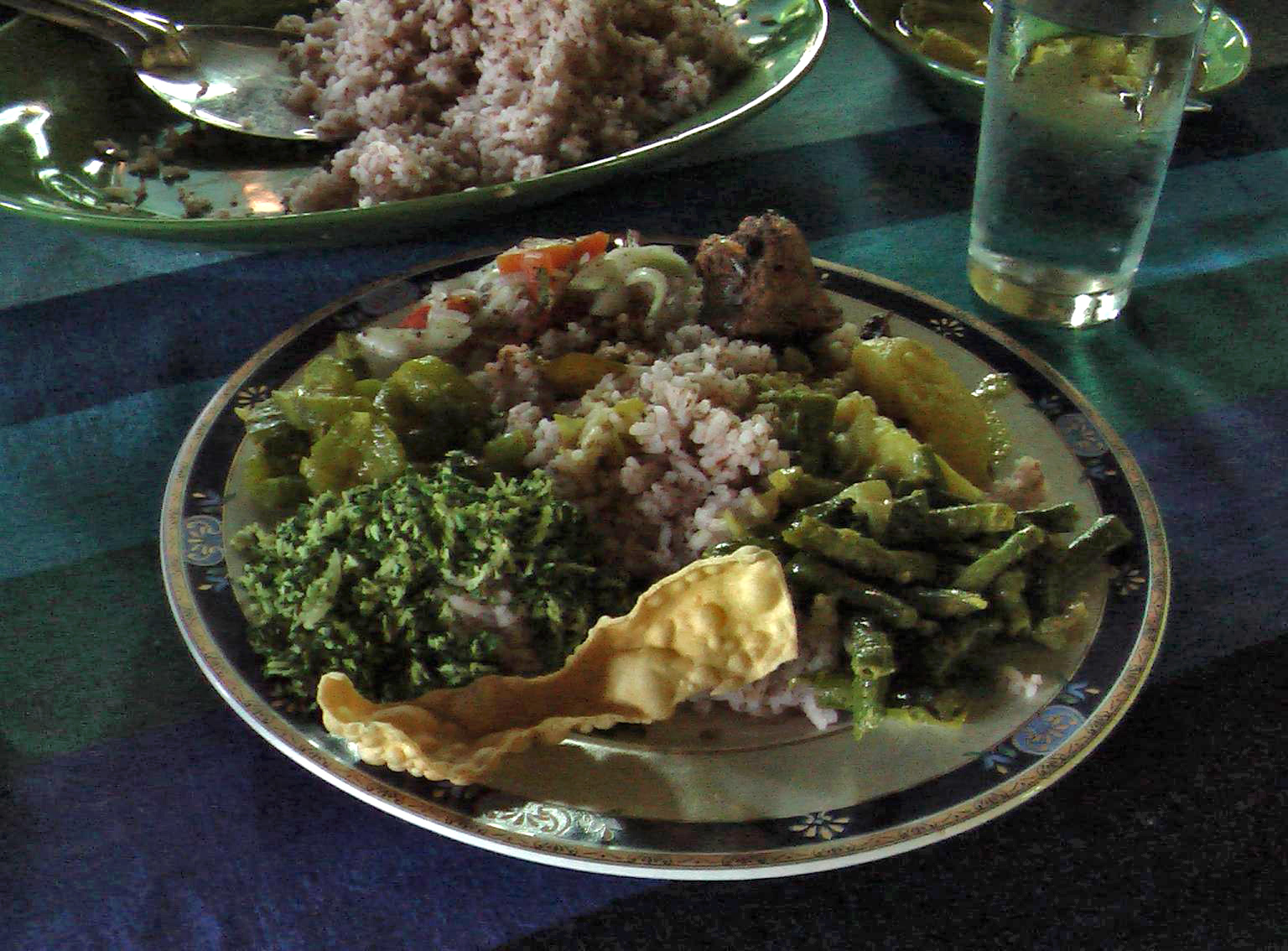
Piatto di riso e curry

La cucina singalese (සිංහල බොජුන්) è una delle più complesse cucine dell'Asia Meridionale. Subisce la forte influenza della cucina indiana meridionale a causa della vicinanza dello Sri Lanka con essa, ma anche di altre cucine essendo stato in passato un grande snodo commerciale delle potenze coloniali.
Il riso viene consumato quotidianamente, e si può trovare in ogni occasione, mentre il curry piccante è preferito a pranzo e a cena. Alcuni piatti dello Sri Lanka hanno una notevole somiglianza con la cucina del Kerala (stato indiano meridionale).
Lo Sri Lanka fu a lungo rinomato per le sue spezie. Sin dai tempi antichi i mercanti da tutto il mondo portavano la loro cucina nativa nell'isola, apportando grande diversità negli stili e tecniche di cucina.
La cucina nazionale consiste principalmente di riso bollito o cotto al vapore servito con curry. Questo consiste di solito con un curry principale di pesce, pollo, maiale o capra, ma anche altri curry fatti con verdure, lenticchie e curry di frutta.
I contorni comprendono cetrioli sottaceto, chutney e sambol.
Il più famoso di questi è il sambol di noce di cocco fatta di cocco mescolato con peperoncino, pesce essiccato delle Maldive e succo di limetta. Questo viene poi mangiato con il riso.
Questo paese possiede una varietà incredibile di frutta, meravigliosa, che colora i banchi del mercato, dal mango alle banane, dall'avocado all'ananas, fino ai frutti locali come il durian e la limonia, il mangostano e il jackfruit.
Impossibile non assaggiare queste prelibatezze ed innamorarsene. Sono lo snack perfetto per rinfrescarsi e dissetarsi durante i caldi pomeriggi.
Si può consumare sia la frutta fresca oppure provarla sotto forma di gustosi succhi e frullati, ed ancora, sotto forma di golose macedonie magari con l'aggiunta di una pallina di gelato. Alcuni frutti vengono venduti per strada come snack, è il caso di coni di carta riempiti con bastoncini di mango che i locali cospargono di peperoncino.
Altra modalità di consumo prevede la frittura; uno degli spuntini più apprezzati sono i semi di jackfruit fritti, che vengono salati e serviti in piccoli sacchetti di carta da mangiare mentre si passeggia.

## Alcuni piatti
- Hopper
- Lamprais
- Koola'ya
- Pittu
- Roti
- Idli

## Dolci
Un dolce comune nello Sri Lanka è il kevum, una torta fritta preparata con farina di riso e melassa. Ne esistono molte varianti, come il Moong Kevum, preparato con farina di fagiolo mungo verde.
Molti dolci sono serviti con riso Kiribath durante il capodanno singalese. 
Altri dolci comprendono:
Pasticceria:
- Aluwa, dolcetti di farina di riso.
- Bolo fiado, una layer cake in stile portoghese
- Bibikkan, un dolce simile a una torta fatto con cocco grattugiato, melassa di cocco e farina. È una specialità delle aree costiere.
- Kokis, una sorta di biscotto croccante fatto con farina di riso e latte di cocco.
- Pushnambu / Wandu Appa, un dolce di melassa di cocco e farina. È comune tra la popolazione cristiana aggiungere cannella, cardamomo e cumino dolce.
- Seenakku, una torta di riso glutinoso, spesso servita con cocco grattugiato.

Dolci con melassa:
- Undu Walalu/Undu wal or Pani walalu, un dolce dalla zona di Mathale, preparato usando farina di fagiolo mungo nero e melassa di kithul.
- Aggala, polpette di riso condite con melassa.
- Weli Thalapa, fatto con farina di riso e melassa di cocco.
- Aasmi, fatti con farina di riso e succo di una foglia chiamata dawul kurundu, fritti e guarniti con melassa colorata rosa.

Puddings e toffee:
- Kalu Dodol, un dolce simile al toffee di consistenza gelatinosa, basato su una riduzione di latte di cocco addensata con farina di riso e dolcificata con jaggery.
- Watalappam, un pudding al vapore fatto con latte di cocco, uova e jaggery. Fu introdotto dagli immigrati malesi ed è stato del tutto assimilato dalla cucina singalese.

Altri dolci:
- Thala Guli, fatto con sesamo macinato e jaggery con cocco grattugiato fine.
- Kiri aluw, fatto con latte condensato dolcificato o latte vaccino dolcificato. A volte servito con aggiunta di cardamomo, cumino dolce e anacardi.

## Bevande
Fra le bevande più consumate si annoverano:
- Faluda, un mix di sciroppo, gelato, pezzi di gelatina e semi di basilico, servito freddo;
- Succo di frutta, tra cui succo di lime e frutto della passione;
- Acqua di cocos nucifera var aurantiaca;
- Tè;
- Toddy, un drink alcolico fatto con la linfa di palma;
- Arrack, una bevanda alcolica derivata dalla fermentazione della linfa di palma;
- Succo di "mele di legno", frutto della pianta di limonia.